# David Cortés Caballero
David Cortés Caballero (Badajoz, 29 agosto 1979) è un ex calciatore spagnolo, di ruolo difensore.

## Carriera
Cresciuto nell'Extremadura, ha vestito le maglie del Maiorca e del Getafe. Svincolatosi da quest'ultimo club, ha sottoscritto un contratto annuale con l'Hércules.

## Palmarès
- Coppa di Spagna: 1

Maiorca: 2002-2003